# Palazzo del Governatore (Fiume)
Il Palazzo del Governatore è uno storico edificio di Fiume.

## Storia
Il palazzo venne eretto tra il 1893 e il 1896 secondo i progetti dell'architetto ungherese Alajos Hauszmann, all'epoca in cui Fiume faceva parte del Regno di Ungheria. I lavori vennero affidati all'impresa di costruzioni Burger & Conighi.
Il palazzo ospita oggi il Museo Marittimo e Storico del Litorale Croato, istituito nel 1961.

## Descrizione
L'edificio presenta una facciata monumentale. Si trova in posizione elevata rispetto al centro della città.

## Galleria d'immagini

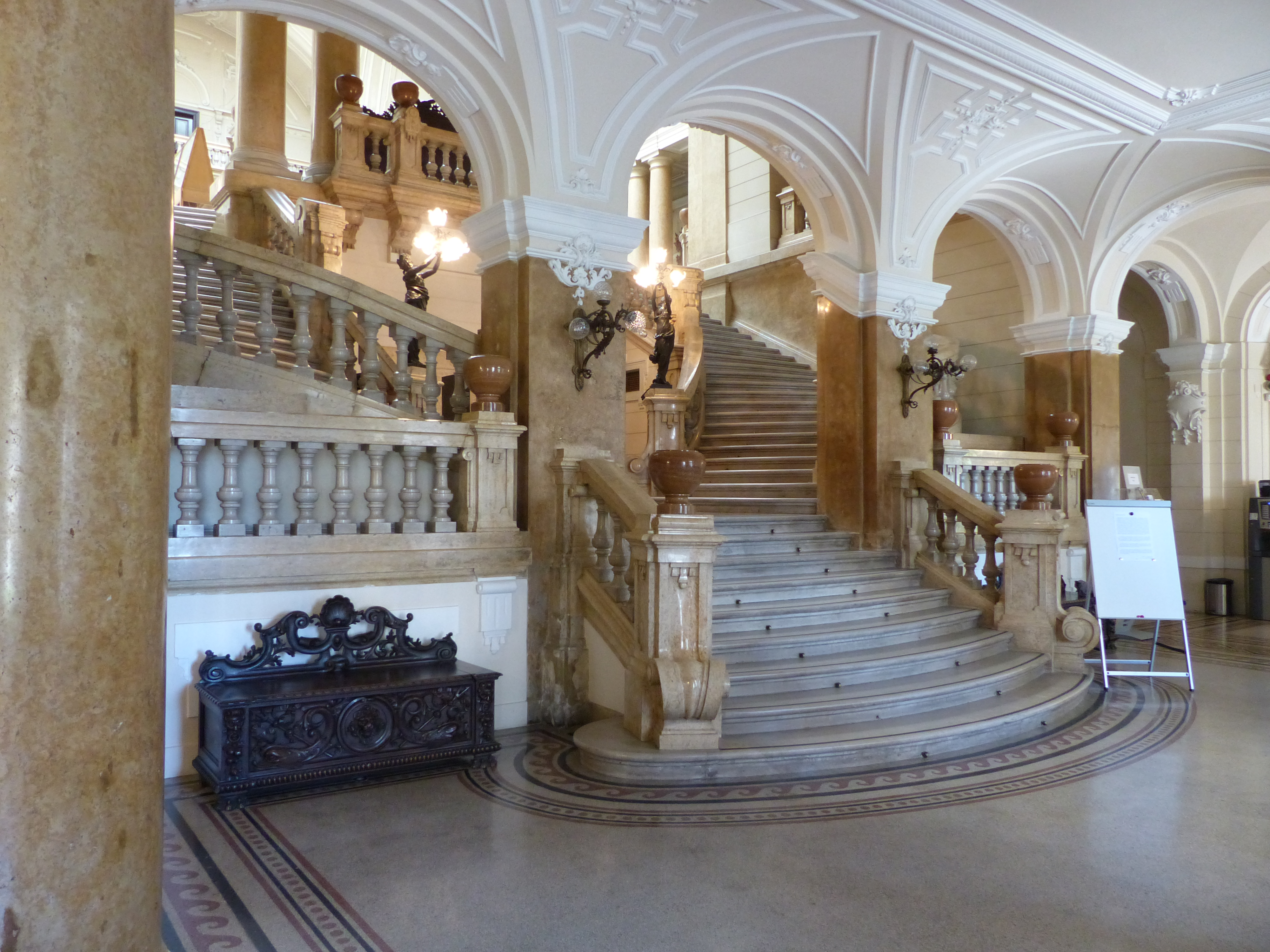
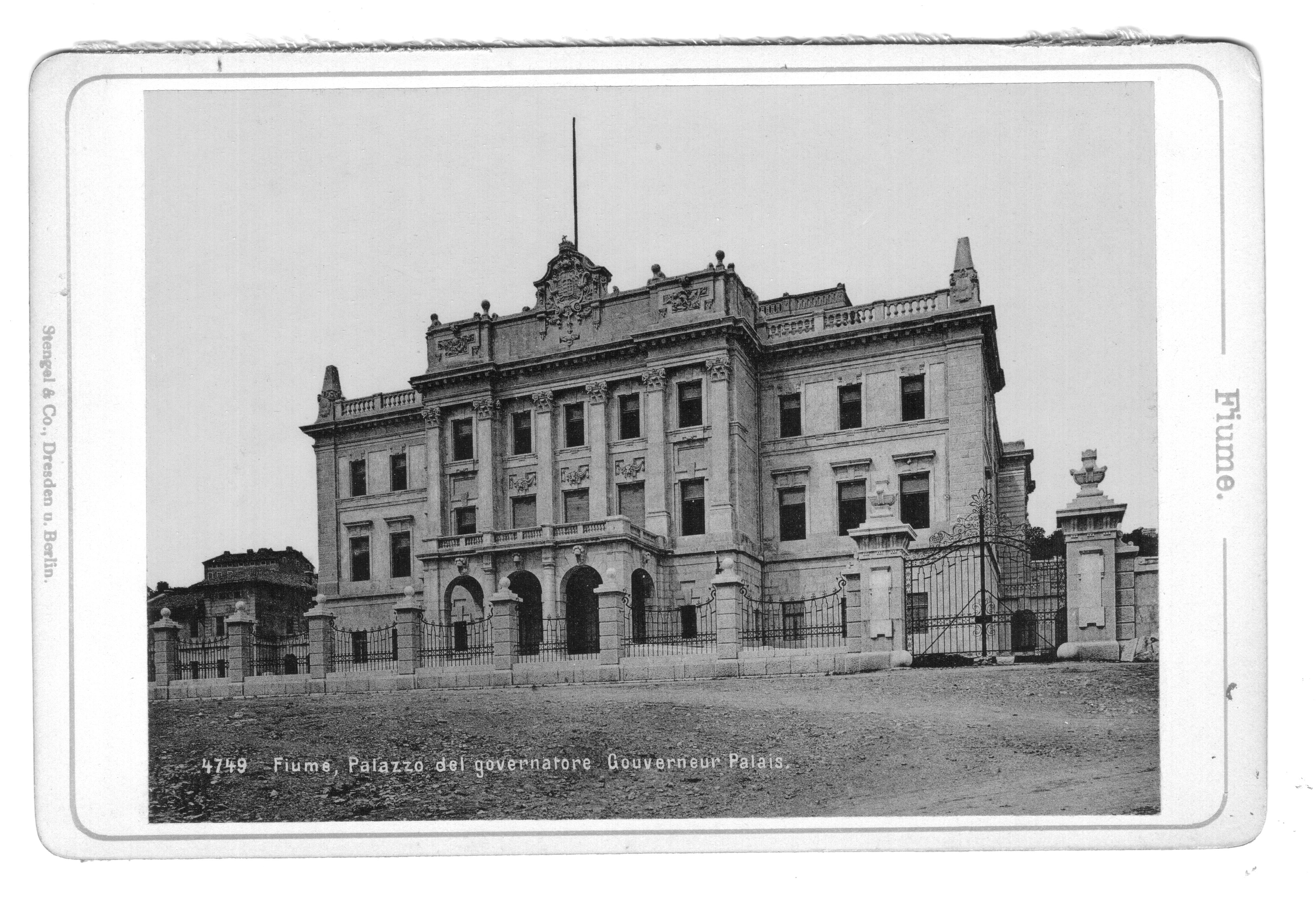